# Systembolaget

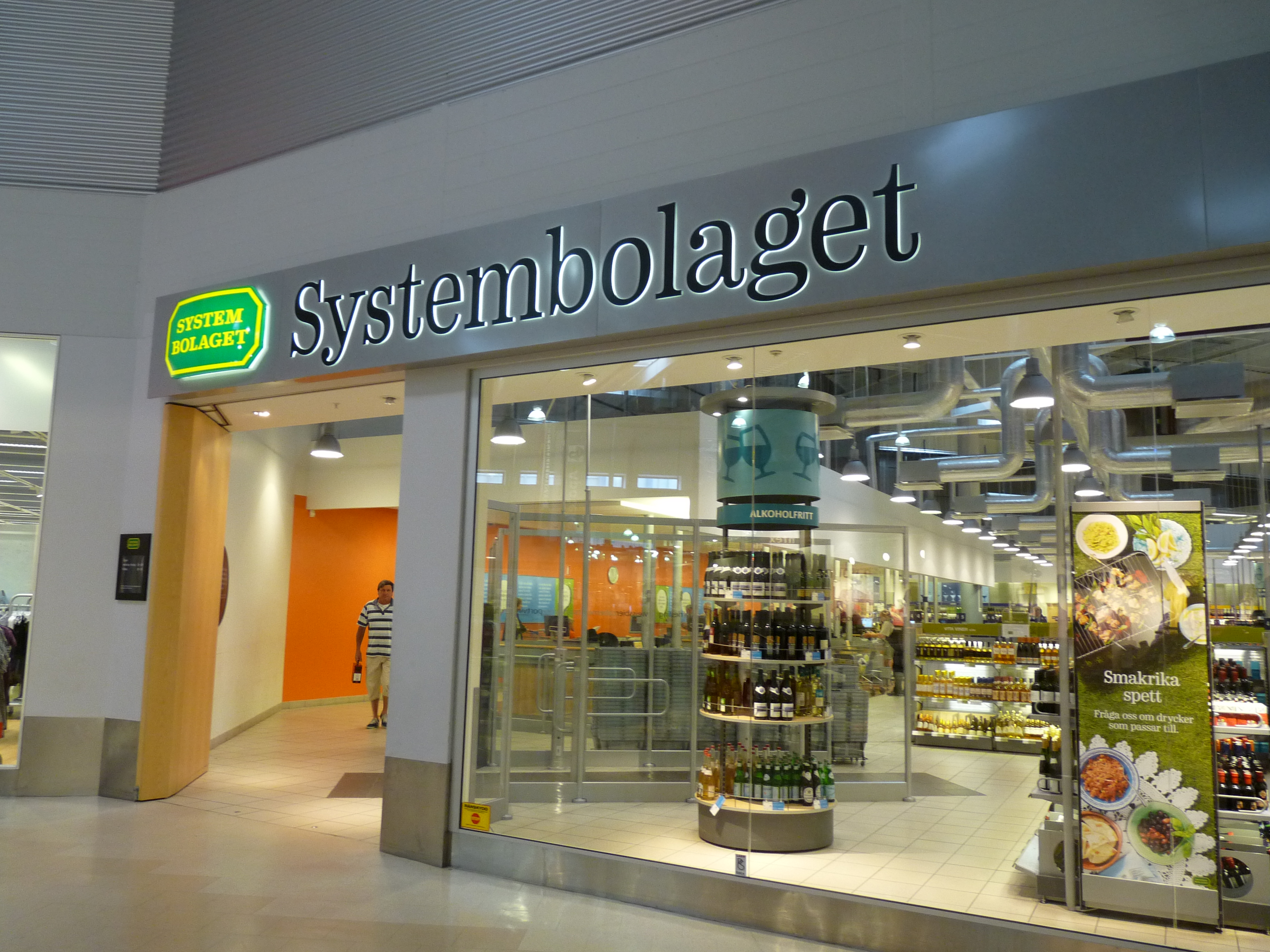
Filiale im Einkaufszentrum Kungens kurva in Huddinge nahe Stockholm

Systembolaget anhörenⓘ (umgangssprachlich auch Systemet oder Bolaget) ist ein staatliches Unternehmen in Schweden, das ein Monopol auf den Einzelhandel von Getränken mit einem Alkoholgehalt von mehr als 3,5 Volumenprozent hat. Das Unternehmen dient als Instrument der staatlichen Alkoholpolitik und verfolgt das Ziel, den Alkoholkonsum in Schweden einzudämmen. Die Grundidee für die Einführung war, dass sich ein Unternehmen ohne Gewinninteresse leichter verschiedener Kontrollinstrumente, wie z. B. der Rationierung, bedienen kann.
In Gemeinden, in denen kein Systembolaget-Geschäft vorhanden ist, gibt es teilweise lizenzierte Geschäfte, über die Waren bei Systembolaget bestellt werden können.

## Geschichte
Im 18. und 19. Jahrhundert gab es in Schweden unterschiedliche und wechselnde Regelungen zur Herstellung und zum Import alkoholischer Getränke. 1850 gründeten Bergleute in Falun das erste Unternehmen Systembolaget, das den Alkoholverkauf und -ausschank in der Stadt im Interesse der Allgemeinheit übernahm. Alle Gewinne wurden für gemeinnützige Zwecke eingesetzt. Bis ins frühe 20. Jahrhundert entstanden in verschiedenen Städten Schwedens ähnliche Unternehmen. 1860 wurde das Brennen für den Hausbedarf verboten.
Ab 1914 wurde mit dem Bratt-System die Rationierung von alkoholischen Produkten eingeführt. In den 1920er Jahren wurden auch der Im- und Export (Vin & Spritcentralen) und der Vertrieb (Systembolaget) von alkoholischen Getränken in staatlichen Händen monopolisiert. 1955 wurde die Rationierung wieder aufgehoben und aus den 41 lokalen Systembolaget-Unternehmen wurde unter dem Namen Nya Systemaktiebolaget ein staatliches Unternehmen geformt.

## Reglementierung

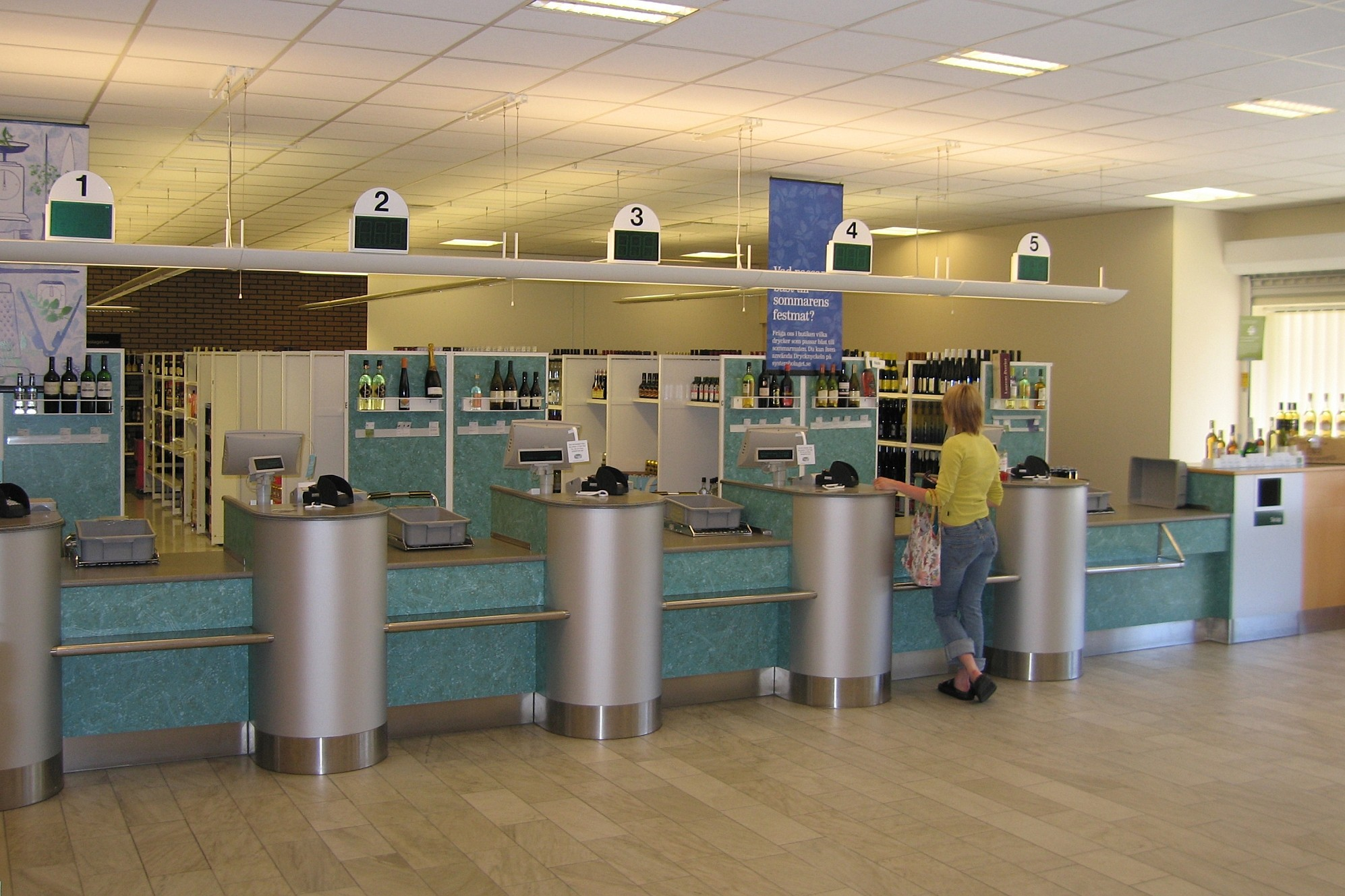
Innenansicht einer Systembolaget-Filiale mit Bedienungstheke

Der Verkauf in den Systembolaget-Geschäften ist durch Gesetze stark reglementiert. Es dürfen keine Mengenrabatte gewährt werden und Bündelungen z. B. in Sechserträgern sind verboten. Es darf auch keine Ungleichbehandlung einzelner Produkte stattfinden. Damit ist es zum Beispiel nicht möglich, nur Teile des Sortiments gekühlt anzubieten. Alkoholika dürfen im schwedischen Einzelhandel generell nicht gekühlt angeboten werden, um zu vermeiden, dass der gekühlte Zustand zum zeitnahen Verzehr anregt.

## Regeln im Geschäft
Während in schwedischen Restaurants und Bars der Alkoholausschank an Personen ab 18 Jahren erlaubt ist, ist die Abgabe im Systembolaget erst ab 20 Jahren gestattet. Das Personal ist angehalten, diese Altersbeschränkung strengstens zu kontrollieren und durchzusetzen. Auch eindeutig als alt genug identifizierbare Personen müssen an der Kasse auf Verlangen ein Ausweisdokument vorlegen.
Im Angebot befinden sich auch alkoholfreie Getränke. Diese dürfen an Kinder und Jugendliche nur in Begleitung einer erziehungsberechtigten Person veräußert werden. Ältere Jugendliche dürfen auch unbegleitet Nichtalkoholisches erwerben, benötigen jedoch die Zustimmung des Personals, welches im Einzelfall entscheidet. Altersunabhängig ist jeglicher Verkauf an offensichtlich betrunkene Personen untersagt. Auch beim Verdacht auf Weiterreichung an nicht autorisierte Dritte (Strohmanngeschäft) erfolgt keine Warenausgabe. Im Rahmen einer groß angelegten Kontrollaktion wurden innerhalb des ersten Halbjahres 2009 landesweit insgesamt 2973 Testkäufe von jungen Erwachsenen im Alter zwischen 20 und 25 Jahren durchgeführt. Diese ergaben, dass in 94 Prozent der Fälle die Käufer gebeten wurden, sich zu legitimieren.
Ursprünglich war in den Läden keine Selbstbedienung vorgesehen. Erst ab 1991 wurden schrittweise Selbstbedienungsläden eingeführt, die heute die meisten Filialen ausmachen.

## Systembolaget und die Europäische Union

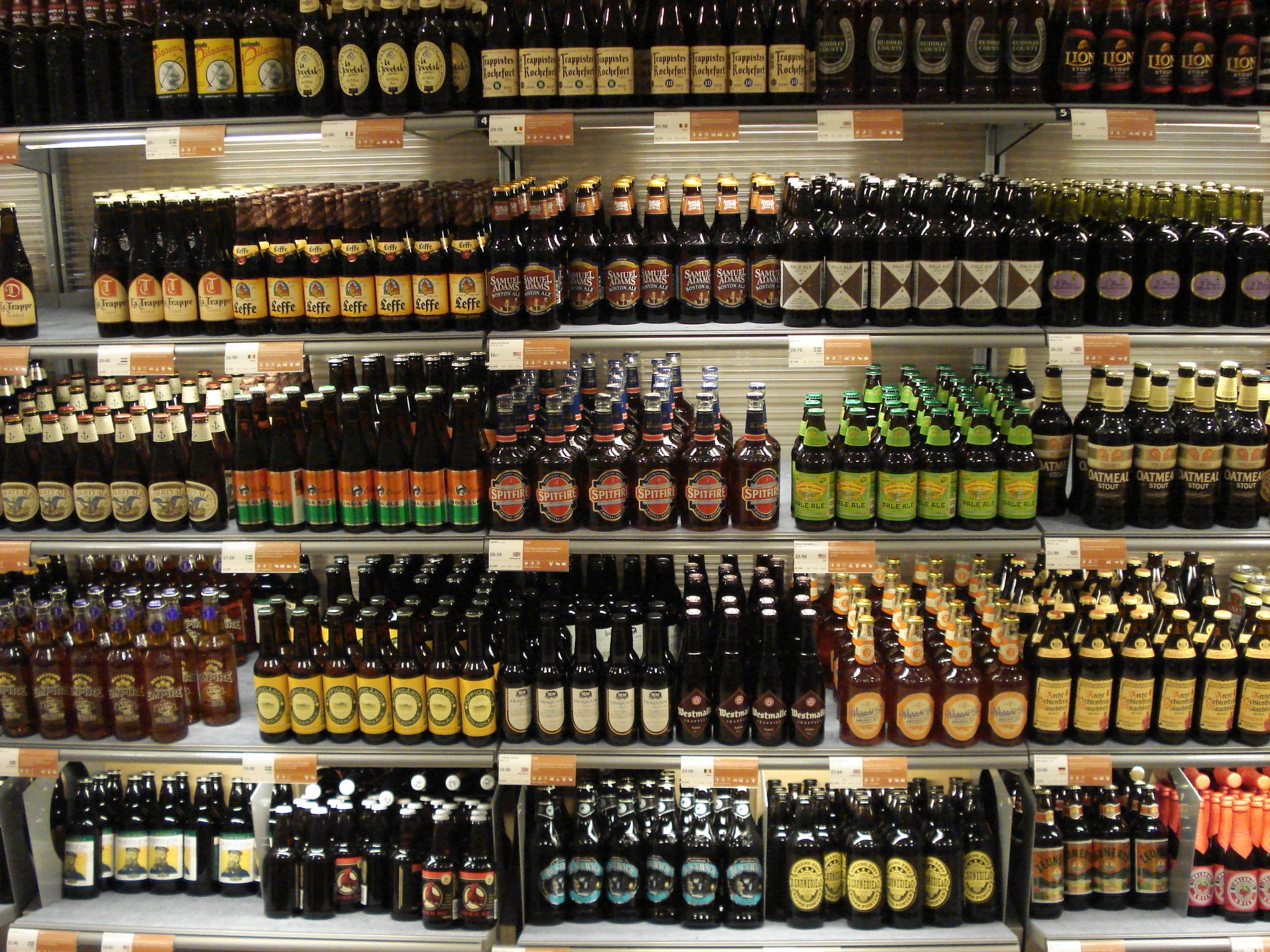
Verschiedene Biermarken im Regal einer Systembolaget-Filiale

Nach dem Beitritt Schwedens zur Europäischen Union 1995 konnte Systembolaget nahezu unverändert weiter bestehen. Das Monopol von Vin & Sprit auf Import, Export, Herstellung und Großhandel wurde zwar aufgehoben. Systembolaget musste allerdings nur auf das Monopol auf den Verkauf von Alkohol an Restaurants verzichten. In einem Beschluss des  Europäischen Gerichtshofes in der sogenannten „Franzén-Affäre“ wurde 1997 festgestellt, dass Systembolaget vereinbar mit EU-Recht ist.
Am 5. Juni 2007 entschied der Europäische Gerichtshof, dass die schwedische Alkoholpolitik in Teilen gegen den Grundsatz des freien Warenverkehrs verstößt. Nach diesem Urteil sind die schwedischen Bürger künftig nicht mehr gezwungen, Spirituosen aus dem Ausland über Systembolaget zu ordern. Ihnen steht es nun frei, Alkohol direkt per Versandhandel in anderen EU-Staaten zu kaufen, sie müssen aber die schwedischen Steuern auf Alkohol entrichten.